# LamaPoll
LamaPoll ist ein deutscher Software-as-a-Service-Anbieter für Online-Umfragen und -Fragebögen mit Firmensitz in Berlin.

## Geschichte
2011 ging das Umfrage-Tool nach einjähriger Betaphase online. LamaPoll-Gründer sind Maik Maibaum, Lars Langner und Stoyko Notev. 
Die Software zeichnet sich durch hohe Datensicherheit und hohen Datenschutz aus. Serverstandort ist Deutschland. Nach Unternehmensangaben wurde die Umfrage-Software zweifach (Back- und Frontend) durch das Bundesamt für Sicherheit in der Informationstechnik  geprüft. LamaPoll lässt sich für nicht kommerzielle Zwecke im akademischen sowie schulischen Bereich kurze Zeit kostenfrei nutzen. 